# Nemopsis bachei
Nemopsis bachei är en nässeldjursart som beskrevs av Agassiz 1849. Nemopsis bachei ingår i släktet Nemopsis och familjen Bougainvilliidae. Arten har ej påträffats i Sverige. Inga underarter finns listade i Catalogue of Life.